# Meztli (planeta)
Meztli (HD 104985 b) – planeta pozasłoneczna typu gazowy olbrzym orbitująca wokół gwiazdy Tonatiuh (HD 104985). Została odkryta w 2003 roku. Jej masa wynosi co najmniej 6,3 masy Jowisza, średnia odległość od gwiazdy 0,78 j.a., a okres orbitalny około 198 dni.

## Nazwa
Nazwa planety została wyłoniona w publicznym konkursie w 2015 roku. Wywodzi się ona z mitologii azteckiej, w której Metztli (lub Meztli) była boginią Księżyca. Nazwę tę zaproponował klub Sociedad Astronomica Urania z Meksyku.